# Хэк, Шелли
Ше́лли Хэк (англ. Shelley Hack; род. 6 июля 1947, Уайт-Плейнс, Нью-Йорк) — американская актриса театра, кино и телевидения, модель и телепродюсер, полит- и медиа-советник.

## Биография
Шелли Мэри Хэк родилась 6 июля 1947 года в городе Уайт-Плейнс (штат Нью-Йорк, США), но выросла в городке Гринвич (штат Коннектикут). Была старшей из шести сиблингов. Отец — финансовый аналитик с Уолл-стрит (ум. 1976), мать — бывшая модель. Окончила Гринвичскую академию и колледж Смит (оба учебных заведения — «только для девочек»).
С 16 лет начала, следуя по стопам матери, карьеру модели. Снималась для журнала Glamour, с середины 1970-х до начала 1980-х годов была лицом парфюма «Чарли» от Revlon. Журнал Life назвал Хэк одним из «личиков на миллион долларов» в индустрии красоты, способных заключать ранее неслыханно выгодные и эксклюзивные сделки с гигантскими косметическими компаниями, которые были мгновенно узнаваемы и чьи имена стали известны широкой публике. В 1970-х годах была признана «супермоделью».
С 1976 года Хэк начала сниматься в телесериалах, а со следующего года и в полнометражных кинофильмах, однако в 1997 году, появившись в 33 фильмах и сериалах, окончила карьеру киноактрисы.
С 1981 по 1989 год сыграла роли в минимум четырёх постановках нью-йоркских театров (не бродвейских).
В 1987 году, как бывший курильщик, была назначена национальным председателем кампаний, проводимых Национальной ассоциацией лёгких и Американской медицинской ассоциацией, направленных на просвещение девушек о вреде курения.
В 1993 году начитала две аудио-книги: «Большая книга нашей планеты» и «Лорд острова Хокфелл».
В середине 1990-х годов получила степень магистра делового администрирования в Нью-йоркском технологическом институте. В 1997 году была наблюдателем на выборах в Боснии и Герцеговине, там же она выступила продюсером президентских теледебатов (впервые в истории страны) в городах Сараево, Мостар и Баня-Лука. Всего Хэк прожила в Восточной Европе около двенадцати лет, основала там собственную медиа-консультационную компанию, работала с крупнейшими медиа-конгломератами, на местном телевидении.
С 2011 по 2019 год выступила исполнительным продюсером в шести телефильмах, впрочем, ни один из них не получил широкой известности.
Личная жизнь
В 1989 или 1990 году Хэк вышла замуж за режиссёра, продюсера и сценариста Гарри Уайнера (род. 1947). В 1990 году у них родилась дочь, Девон Роуз Уайнер.

## Избранная фильмография

### Актриса на широком экране
- 1977 — Энни Холл / Annie Hall — уличная незнакомка
- 1978 — Если я когда-нибудь увижу тебя снова[англ.] / If Ever I See You Again — Дженнифер Корли
- 1979 — Путешествие в машине времени / Time After Time — доцент
- 1982 — Король комедии / The King of Comedy — Кэти Лонг
- 1986 — Тролль / Troll — Энн Поттер, домохозяйка
- 1987 — Отчим / The Stepfather — Сьюзан Мэйн
- 1992 — Я, опять я и снова я[англ.] / Me Myself & I — Дженнифер
- 1996 — Домашний арест / House Arrest — доктор Эрика Гиллиленд (в титрах не указана)

### Актриса телевидения
- 1979—1980 — Ангелы Чарли / Charlie's Angels — Тиффани Уэллес (в 25 эпизодах[англ.])
- 1980 — Лодка любви / The Love Boat — Кэрол Кетей (в эпизоде Dumb Luck / Tres Amigos / Hey, Jealous Lover[англ.])
- 1992 — Забери мою жизнь обратно: История Нэнси Зигенмайер[англ.] / Taking Back My Life: The Nancy Ziegenmeyer Story — Нэн Хорват
- 1993 — Подводная одиссея / seaQuest DSV — капитан Мэрилин Старк (в эпизоде To Be or Not to Be[англ.])
- 1993 — Загадки Перри Мейсона: Дело о злых жёнах / A Perry Mason Mystery: The Case of the Wicked Wives — Эбби Уолтерс Моррисон
- 1994 — Закон Лос-Анджелеса / L.A. Law — Линн Барнетт (в эпизоде Whose San Andreas Fault Is It, Anyway?[англ.])
- 1994 — Байки из склепа / Tales from the Crypt — Джанет МакКэй (в эпизоде The Assassin)
- 1995 — Падающие с неба: Рейс 174[англ.] / Falling from the Sky: Flight 174 — Линн Браун
- 1996 — Человек, который много летал[англ.] / Frequent Flyer — ДжоБет Роулингс
- 1997 — Диагноз: убийство / Diagnosis: Murder — доктор Элейн Денелл (в эпизоде Looks Can Kill)

### В роли самой себя
Гостья в ток-шоу, телепередачах и т. п.
- 1978 — Вечернее шоу с Джонни Карсоном / The Tonight Show Starring Johnny Carson — в выпусках от 24 мая и 5 июля
- 2000 — Биография[англ.] / Biography — в выпуске Jaclyn Smith: Texas Angel
- 2008 — Шоу Опры Уинфри / The Oprah Winfrey Show — в выпуске от 23 января

### Исполнительный продюсер
- 2017 — Шанс на Рождество[англ.] / A Bramble House Christmas